# Lourdesgrot (Bredevoort)

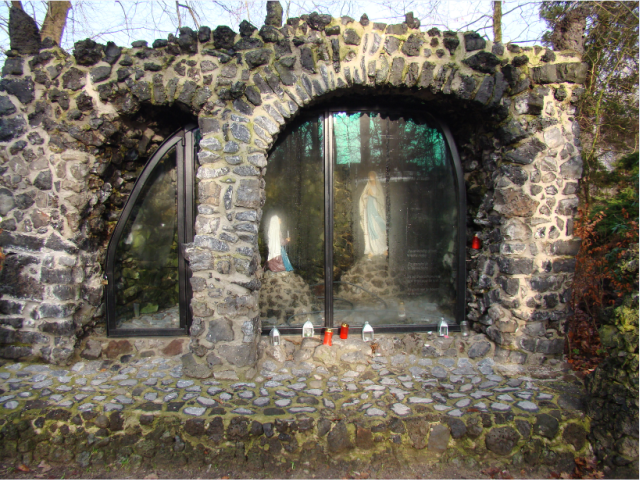
Lourdesgrot in Bredevoort, op de foto in renovatie

De Lourdesgrot in Bredevoort is een verkleinde kopie van de bekende grot van Massabielle bij de Franse stad Lourdes waar in 1858 Maria zou zijn verschenen aan Bernadette Soubirous. De Bredevoortse Lourdesgrot is een gemeentelijk monument en staat op de restanten van een onderwal van Bastion Vreesniet aan de Grote gracht.

## Bredevoort
De Lourdesgrot werd gebouwd in opdracht van de zusters van Thuine. Lang is de exacte bouwdatum van de Bredevoortse grot onbekend geweest, totdat in 2010 tijdens de renovatie een opschrift werd ontdekt  'B. Elschot 1 mei 1912'.  waaruit blijkt dat de grot op die datum werd voltooid. Bij de Georgiuskerk werd tot in de jaren 60 van de twintigste eeuw elke tweede zondag na Pinksteren een processie gehouden. Dit mocht in die tijd niet op de openbare weg. Op 2 december 1995 en op 20 oktober 2010 werd de grot na een opknapbeurt opnieuw gewijd.